# Dar El Beïda
Dar El Beïda (în arabă الدار البيضاء) este o comună din provincia Alger, Algeria.
Populația comunei este de 80.033 locuitori (2008).